# Montes de Oca (comarque)
| - Páramos - Alfoz de Burgos - Odra y Pisuerga - Arlanza - Ribera del Duero | - Merindades - Èbre - La Bureba - Montes de Oca - Sierra de la Demanda |

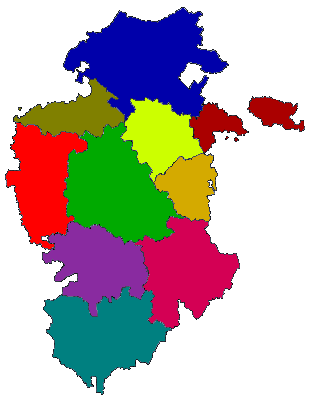
Comarques de la province de Burgos.

Montes de Oca est une comarque située à l'est de la province de Burgos, dans la communauté autonome de Castille-et-León. Elle est délimitée au nord par La Bureba, au sud par la comarque de la Sierra de la Demanda, à l'est par la province de La Rioja et à l'ouest par Alfoz de Burgos.

## Entités administratives

### Municipalités (26)[1]
| - Arraya de Oca - Bascuñana (2) - Belorado (3) (capitale) - Carrias - Castildelgado - Cerezo de Río Tirón - Cerratón de Juarros (1) - Espinosa del Camino - Fresneda de la Sierra Tirón | - Fresneña (2) - Fresno de Río Tirón - Ibrillos - Pradoluengo (1) - Rábanos (3) - Redecilla del Camino - Redecilla del Campo (2) - San Vicente del Valle (2) - Santa Cruz del Valle Urbión | - Tosantos - Valle de Oca (5) - Valmala - Viloria de Rioja - Villaescusa la Sombría (3) - Villafranca Montes de Oca (1)\| - Villagalijo (2) - Villambistia |  |

### Entités locales
| - Alarcia (Rábanos) - Cueva Cardiel (Oca) - Espinosa del Monte (San Vicente) - Eterna (Burgos) (Belorado) - Ezquerra (Villagalijo) - Fresneña (*) - Garganchón (Pradoluengo) | - Ocón de Villafranca (Villafranca) - Puras de Villafranca (Belorado) - Quintanaloranco (Belorado) - Quintanilla del Monte en Rioja (Redecilla del Campo) - Quintanilla del Monte en Juarros (Villaescusa) - Rábanos (*) - San Clemente del Valle (San Vicente) | - San Pedro del Monte en Rioja (Bascuñana) - Santa Olalla del Valle (Villagalijo) - Sotillo de Rioja (Redecilla del Campo) - Turrientes (Cerratón) - Villaescusa la Solana (Villaescusa) - Villaescusa la Sombría (*) - Villalbos (Oca) | - Villalmóndar (Oca) - Villalómez (Oca) - Villamayor del Río (Fresneña) - Villamudria (Rábanos) - Villanasur Río de Oca (Oca) |  |

### Villages (12)
| - Ahedillo (Alarcia) D - Alba (Villafranca) D - Avellanosa de Rioja (Belorado) | - Castil de Carrias (Belorado) - Loranquillo (Belorado) - Mozoncillo de Oca (Oca) | - Pradilla de Belorado (Fresneda) - Quintanilla de las Dueñas (Cerezo) - San Cristóbal del Monte (Fresneña) | - San Miguel de Pedroso (Belorado) - San Otero (Cerratón) - Soto del Valle (Santa Cruz) |  |

### Article lié
- Province de Burgos